# Gbor District
Gbor District är ett distrikt i Liberia.   Det ligger i regionen Nimba County, i den centrala delen av landet, 250 km öster om huvudstaden Monrovia.